# Segretario della Presidenza dell'Uruguay
Il Segretario della Presidenza dell'Uruguay (in spagnolo: Secretario de Presidencia de Uruguay) e il suo sostituto - il vicesegretario della Presidenza (Vicesecretario de Presidencia de Uruguay) sono due figure del potere esecutivo dell'Uruguay. Le costituzioni del 1967 e del 2004 affermano al riguardo: 
Il segretario della presidenza funge da consulente e assistente del presidente. Nel caso in cui il segretario non sia in grado di svolgere le proprie funzioni, viene sostituito dal vicesegretario fino a quando il segretario non ritorna in servizio, lasciando l'incarico in modo permanente. Tuttavia, a volte il segretario e il vicesegretario fungono come livelli gerarchici al di sopra dei ministri di Stato.

## Direzione
L'attuale segretario della presidenza è Álvaro Delgado Ceretta e il vicesegretario della presidenza è Rodrigo Ferres, nominati il 1º marzo 2020.

## Elenco
Lista dei segretari e vicesegretari della Presidenza dell'Uruguay: 
| Segretario             | Partito                           | Vicesegretario         | Partito                           | Inizio            | Fine             |
| ---------------------- | --------------------------------- | ---------------------- | --------------------------------- | ----------------- | ---------------- |
| Héctor Giorgi          | Partito Colorado (UCB)            | Carlos Pirán           | Partito Colorado (UCB)            | 1º marzo 1967     | 26 marzo 1971    |
| Carlos Pirán           | Partito Colorado (UCB)            | Héctor Muzio           | Partito Colorado                  | 26 marzo 1971     | 28 febbraio 1972 |
| Luis Barrios Tassano   | Partito Colorado (Lista 15)       | Álvaro Pacheco Seré    | Partito Colorado                  | 1º marzo 1971     | 27 giugno 1973   |
| Álvaro Pacheco Seré    | Partito Colorado                  | Aurelio Terra          | Partito Colorado                  | 27 giugno 1973    | 31 agosto 1976   |
| Luis Vargas Garmendia  | nessuna affiliazione conosciuta   | -                      | -                                 | 1º settembre 1976 | 1980             |
| Enrique Ferri          | nessuna affiliazione conosciuta   | -                      | -                                 | 1980              | 31 agosto 1981   |
| Ángel Mario Scelza     | nessuna affiliazione conosciuta   | Antonio Stella         | nessuna affiliazione politica     | 1º settembre 1981 | 12 febbraio 1985 |
| vacante                | nessuna affiliazione conosciuto   | vacante                | nessuna affiliazione politica     | 12 febbraio 1985  | 28 febbraio 1985 |
| Miguel Semino          | Partito Colorado                  | Walter Nessi           | Partito Colorado                  | 1º marzo 1985     | 28 febbraio 1990 |
| Pablo García Pintos    | Partito Nazionale (Herrerismo)    | Augusto Durán Martínez | Partito Nazionale                 | 1º marzo 1990     | 28 febbraio 1995 |
| Elías Bluth            | Partito Colorado (Foro Batllista) | Alberto Scavarelli     | Partito Colorado (Foro Batllista) | 1º marzo 1995     | 29 febbraio 2000 |
| Raúl Lago              | Partito Colorado (Lista 15)       | Leonardo Costa         | Partito Colorado                  | 1º marzo 2000     | 28 febbraio 2005 |
| Gonzalo Fernández      | Fronte Ampio (PSU)                | Jorge Vázquez Rosas    | Fronte Ampio                      | 1º marzo 2205     | 3 marzo 2008     |
| Miguel Toma            | di estrazione colorada            | Jorge Vázquez Rosas    | Fronte Ampio                      | 3 marzo 2008      | 28 febbraio 2010 |
| Alberto Breccia        | Fronte Ampio (MPP)                | Diego Cánepa           | Fronte Ampio (Lista 5005)         | 1º marzo 2010     | 31 ottobre 2012  |
| Homero Guerrero        | Fronte Amplio                     | Diego Cánepa           | Fronte Ampio (Lista 5005)         | 1º novembre 2012  | 28 febbraio 2015 |
| Miguel Toma            | di estrazione colorada            | Juan Andrés Roballo    | Fronte Ampio                      | 1º marzo 2015     | 29 febbraio 2020 |
| Álvaro Delgado Ceretta | Partito Nazionale                 | Rodrigo Ferrés         | Partito Nazionale                 | 1º marzo 2020     | 21 dicembre 2023 |